# Daniel Aguilar
Daniel Aguilar Muñoz (ur. 6 lutego 1998 w Guadalajarze) – meksykański piłkarz występujący na pozycji defensywnego pomocnika, od 2024 roku zawodnik wenezuelskiego Caracas.